# Hans Looschen (Admiral)
Hans Nikolaus Georg Looschen (* 28. November 1907 in Brake; † 17. Juni 1987 in Meersburg) war ein deutscher Flottillenadmiral der Bundesmarine.

## Leben
Looschen, Sohn eines Oberpostsekretärs, begann nach dem Abitur 1926 für zwei Semester ein Studium der Mathematik und der Physik an der Christian-Albrechts-Universität zu Kiel. Am 1. April 1927 trat er als Ingenieuroffiziersanwärter in die Reichsmarine ein. Von April 1934 bis Dezember 1934 war er als Oberleutnant (Ing.) (Beförderung im September 1933) Leitender Ingenieur auf dem Torpedoboot Wolf. Er war für zwei Monate Lehrer an der U-Boot-Abwehrschule in Kiel. Es folgte von März 1935 bis Mai 1935 eine U-Bootausbildung. Anschließend war er bis Februar 1936 Leitender Ingenieur auf U  1 und nahm von März 1936 bis Mai 1936 an der Baubelehrung für U 26 teil, um von Juni 1936 bis September 1937 als Leitender Ingenieur auf dem Boot zu fahren. Am 1. Oktober 1936 war er zum Kapitänleutnant (Ing.) befördert worden. Als Flottilleningenieur kam er bis September 1938 zur U-Flottille Saltzwedel. Von Oktober 1938 bis November 1939 war er Leitender Ingenieur auf dem Zerstörer Leberecht Maaß. Als Referent kam er bis September 1940 in den Stab des Befehlshaber der U-Boote. Er wurde erst Stabsoffizier bei der 2. U-Lehrdivision Gotenhafen, ab 1. September 1941 Korvettenkapitän (Ing.) und dann ab Dezember 1941 dort Abteilungskommandeur. Ab März 1943 war er für zwei Jahre Verbandsingenieur und Referent beim Führer der Unterseeboote. Kurz vor Kriegsende war er im März/April 1945 noch Kommandeur der 6. Kriegsschiffbaulehrabteilung (Bremen). In der Kriegsmarine wurde er im April 1945 noch zum Fregattenkapitän (Ing.) befördert. Von Mai 1945 bis Ende September 1945 befand er sich in britischer Kriegsgefangenschaft.
Nach dem Krieg war er ab 1947 als technischer Betriebsleiter in der Papierverarbeitung tätig und wurde 1950 Projektingenieur für elektrische Anlagen in Mannheim. Hier blieb er bis 1953 und ging dann bis 1956 als Leiter der Schiffbau-Abteilung nach Hamburg zu Brown, Boveri & Cie. Ab 1953 war er Mitglied der Schiffsbautechnischen Gesellschaft.
Mitte März 1956 ging er zur Bundesmarine und erhielt bis Ende des Monats eine Einweisung. Mit der Aufstellung Mitte April 1956 wurde er als Fregattenkapitän Kommandeur des Schiffserprobungskommandos in Kiel. Am 15. März 1957 wurde er Kapitän zur See. Im August 1961 gab er das Kommando ab und übernahm bis zur Auflösung im Oktober 1965 das Schiffsmaschinenkommando. Am 1. Oktober 1961 war er zum Flottillenadmiral befördert worden. Bis Oktober 1966 war er Admiral der Schiffstechnik im Marineamt. Anschließend wurde er in den Ruhestand versetzt.
Ab November 1967 war er freiberuflich für ein Hamburger Unternehmen tätig.
Looschen war verheiratet und hatte drei Kinder.

## Auszeichnungen
- Eisernes Kreuz II. Klasse (1939)
- Kriegsverdienstkreuz mit Schwertern I. Klasse (1944)
- U-Boot-Kriegsabzeichen
- Großes Verdienstkreuz des Verdienstordens der Bundesrepublik Deutschland (1966)